# Dicrodon heterolepis
Dicrodon heterolepis är en ödleart som beskrevs av  Johann Jakob von Tschudi 1845. Dicrodon heterolepis ingår i släktet Dicrodon och familjen tejuödlor. Inga underarter finns listade i Catalogue of Life.
Arten förekommer i södra Peru vid östra sidan av Anderna. Honor lägger ägg.